# Ernst Ehrlich
Ernst Ludwig Ehrlich (27 de marzo de 1921 – Basilea, 21 de octubre de 2007) fue un filósofo religioso suizo.

## Biografía
Ehrlich huyó de la Alemania nazi a Suiza en junio de 1943 con un pasaporte falso. De 1961 a 1994, fue director europeo de la organización judía B'nai B'rith.
Asesoró al cardenal alemán Augustin Bea en el Concilio Vaticano II en la preparación de «Nostra aetate», un documento clave sobre las relaciones entre la Iglesia católica y los judíos.